# George Raft
George Raft (geboren als George Ranft), (New York, 26 september 1901 – Los Angeles, 24 november 1980) was een Amerikaanse filmacteur die het bekendst werd door de uitbeelding van gangsters in de speelfilms van de jaren 1930 en 1940. 

## Loopbaan
Hij was de zoon van de Duitse immigrant Conrad Ranft en zijn vrouw Eva Glockner. Raft was getrouwd met Grayce Mulrooney in 1923 maar spoedig daarna zouden zij gaan scheiden. Grayce, vroom katholiek, weigerde Raft echter een echtscheiding, en hij bleef met haar getrouwd  tot aan haar dood in 1970.   
Raft had later verschillende verhoudingen met Betty Grable en Mae West. Hij verklaarde openlijk dat hij wilde trouwen met Norma Shearer, maar door  de weigering van zijn vrouw om te scheiden werd het niets met zijn trouwplannen.
Hij begon zijn loopbaan als danser in de nachtclubs van New York. Zijn succes leidde hem naar Broadway, waar hij ook als danser werkte.
Fred Astaire, in zijn autobiografie Steps in Time (1959), zei dat Raft een razendsnelle danser was en danste de snelste Charleston die ik ooit zag. 
Raft verhuisde in 1929 naar Hollywood en speelde daar eerst kleine rolletjes. Zijn succes kwam in Scarface (1932), en Rafts uitstraling maakte van hem de meest ideale gangster op het witte doek.   
Hij was een van de drie meest populaire spelers van gangsterrollen van de jaren 1930, met James Cagney en Edward G. Robinson. Raft en Cagney werkten in Each Dawn I Die (1939) als veroordeelden in een gevangenis.  
Raft overleed in november 1980 in Los Angeles aan leukemie op de leeftijd van 79 jaar.  

## Geselecteerde filmografie
- Queen of the Night Clubs (1929) met Texas Guinan
- Gold Diggers of Broadway (1929)
- Side Street (1929) met Tom Moore, Owen Moore, en Matt Moore (Raft als danser)
- Quick Millions (1931) met Spencer Tracy en Marguerite Churchill
- Goldie (1931) met Spencer Tracy en Jean Harlow
- Hush Money (1931) met Joan Bennett en Myrna Loy
- Palmy Days (1931) met Eddie Cantor
- Scarface (1932) met Paul Muni en Ann Dvorak (glansrol van Raft)
- Love Is a Racket (1932)
- Madame Racketeer (1932) met Alison Skipworth en Richard Bennett
- Night World (1932) met Lew Ayres, Mae Clarke, en Boris Karloff
- Dancers in the Dark (1932) met Miriam Hopkins
- Taxi! (1932) met James Cagney en Loretta Young
- Winner Take All (1932) met James Cagney
- Night After Night (1932) met Mae West  en Texas Guinan (Rafts eerste grote rol)
- Under Cover Man (1932) met Nancy Carroll
- If I Had a Million (1932)
- Pick-Up (1933) met Sylvia Sidney
- The Bowery (1933) met Wallace Beery, Fay Wray, en Pert Kelton
- The Midnight Club (1933) met Clive Brook
- The Trumpet Blows (1934) met Adolphe Menjou
- All of Me (1934) met Fredric March en Miriam Hopkins
- Bolero (1934) met Carole Lombard en Ray Milland
- Limehouse Blues (1934) met Anna May Wong
- Every Night at Eight (1935) met Alice Faye en Frances Langford
- The Glass Key (1935) met Edward Arnold
- She Couldn't Take It (1935) met Joan Bennett
- Stolen Harmony (1935) met Lloyd Nolan en William Cagney
- Rumba (1935) met Carole Lombard
- Yours for the Asking (1936) met Dolores Costello en Ida Lupino
- It Had to Happen (1936) met Rosalind Russell
- Souls at Sea (1937) met Gary Cooper
- You and Me (1938) met Sylvia Sidney
- Spawn of the North (1938) met Henry Fonda met John Barrymore
- I Stole a Million (1939) met Claire Trevor
- The Lady's from Kentucky (1939) met Ellen Drew
- Each Dawn I Die (1939) met James Cagney
- The House Across the Bay (1940) met Joan Bennett
- They Drive by Night (1940) met Ann Sheridan, Ida Lupino, en Humphrey Bogart
- Invisible Stripes (1940) met William Holden en Humphrey Bogart
- Manpower (1941) met Edward G. Robinson en Marlene Dietrich
- Broadway (1942) met Pat O'Brien en Broderick Crawford
- Background to Danger (1943) met Sydney Greenstreet en Peter Lorre
- Stage Door Canteen (1943) met allerlei sterren
- Follow the Boys (1944) met Vera Zorina
- Nob Hill (1945) met Joan Bennett
- Johnny Angel (1945) met Claire Trevor en Hoagy Carmichael
- Whistle Stop (1946) met Ava Gardner en Victor McLaglen
- Nocturne (1946)
- Mr. Ace (1946) met Sylvia Sidney
- Christmas Eve (1947) met Randolph Scott en George Brent
- Red Light (1949) met Virginia Mayo, Gene Lockhart en Raymond Burr
- A Dangerous Profession (1949) met Ella Raines, Pat O'Brien en Jim Backus
- Rogue Cop (1954) met Robert Taylor en Janet Leigh
- Black Widow (1954) met Van Heflin en Ginger Rogers
- Around the World in 80 Days (1956) met David Niven en Marlene Dietrich
- Some Like It Hot (1959) met Marilyn Monroe, Tony Curtis en Jack Lemmon
- Ocean's Eleven (1960) met de Rat Pack (Frank Sinatra, Dean Martin, Sammy Davis, Jr. en Joey Bishop)
- The Ladies Man (1961) met Jerry Lewis
- The Patsy (1964)
- The Upper Hand (1966) met Jean Gabin
- Casino Royale (1967)
- Skidoo (1968) met Jackie Gleason en Groucho Marx
- Madigan's Millions (1968) met Dustin Hoffman en Elsa Martinelli
- Sextette (1978) met Mae West en Timothy Dalton

- Biblioteca Nacional de España: XX1166750
- Bibliothèque nationale de France: cb140272878 (data)
- Gemeinsame Normdatei: 133009432
- International Standard Name Identifier: 0000 0000 5930 0260
- Library of Congress Control Number: n85262600
- MusicBrainz: a5adf57a-bd4a-43e0-a055-6a044424aa2a
- Nationale Bibliotheek van Tsjechië: xx0181804
- Nationale Bibliotheek van Israël: 987007342367005171
- Nederlandse Thesaurus van Auteursnamen: 264405889
- SNAC: w63f67cb
- Système universitaire de documentation: 160319641
- Virtual International Authority File: 32197210
- WorldCat: E39PBJbM7d8CMmx6ybDX4fDg8C